# سيدي بوتميم
سيدي بوتميم قرية مغربية أمازيغية شمال المملكة، تنتمي إلى إقليم الحسيمة الساحلي، شمالي فاس، تضم بلدة سيدي بوتميم 10.242 نسمة (إحصاء 2004).